# Dorothy Snell
Dorothy Snell (Londra, 1868 – Roma, 20 ottobre 1932) è stata un'infermiera inglese.

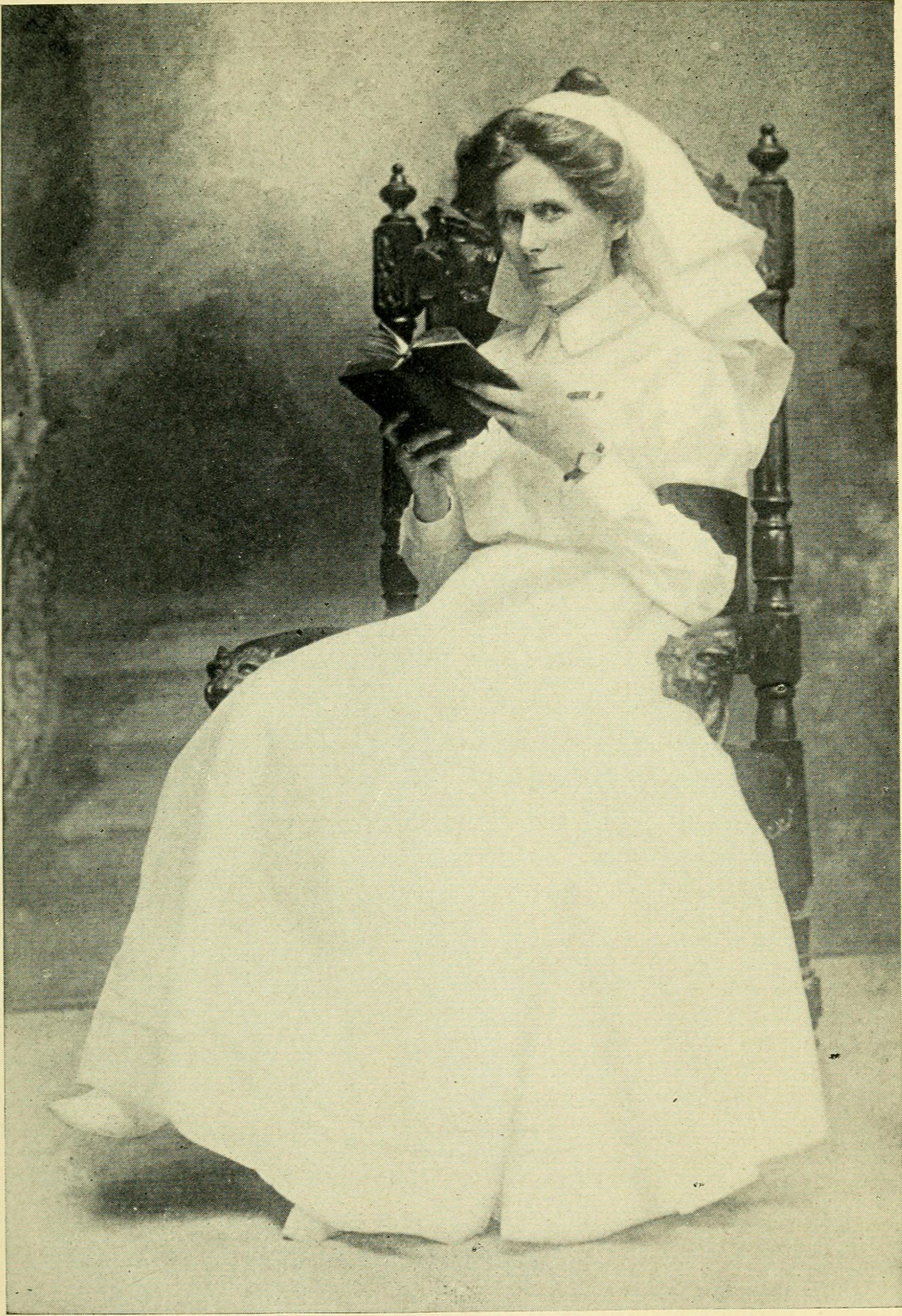
Dorothy Snell

Fu la prima direttrice della "Scuola Convitto Regina Elena" per infermiere presso il Policlinico Umberto I di Roma.

## Biografia

### L'infanzia
Dorothy Snell nacque nel 1868, ultima delle tre figlie di Elisabetta Weatheref e Carlo Snell, un pastore anglicano.
Nel 1870 la famiglia Snell si trasferì in un piccolo villaggio chiamato Mayfield, nel Sussex, a 50 miglia da Londra.
Dorothy non seguì un corso regolare di studi ma la sua istruzione avvenne in casa ad opera di una governante.
Accompagnando il padre nelle visite ai malati che il pastore effettuava agli abitanti del villaggio, Dorothy prese dimestichezza con i rimedi consigliati dalla medicina nei casi più comuni, iniziando così ad assistere i sofferenti.
All'età di 16 anni iniziò a sentire la vocazione di infermiera ed espresse il desiderio di iscriversi ad una delle scuole convitto per infermiere connesse a Florence Nightingale, la fondatrice dell'assistenza infermieristica moderna. Iniziò così a leggere la sua biografia e ne utilizzò estratti per convincere la sua famiglia, apertamente contraria a questa decisione, a permetterle di iscriversi, all'età di 19 anni, all' “Homeopathic hospital” di Londra, dove venne accettata nonostante l'età minima richiesta fosse di 25 anni.

### Gli studi presso l'Homeopathic hospital
La vita nel Convitto era scandita da orari inflessibili, la giornata iniziava alle 6 di mattina con la sveglia, a cui seguiva la colazione e l'inizio del turno in reparto alle 7. Alle allieve era concessa una pausa di 45 minuti per il pranzo e del tempo libero (dalle 15 30 alle 17) da dedicare allo studio e ad altre attività.
Nei periodi di vacanza Dorothy tornava a casa a Mayfield, dove continuava le visite ai malati e ai poveri insieme a suo padre.
Nel 1889 Dorothy si diplomò all'Homeopathic hospital e, dopo un breve soggiorno a Mayfield, si recò nel distretto minerario di Walsall a lavorare nell'ospedale pubblico.

### Negli ospedali di Walsall e di Brighton
Dorothy svolse l'attività di infermiera, presso l'ospedale pubblico di Walsall, occupandosi della salute dei minatori
e iniziò ben presto a insegnare il mestiere alle giovani allieve, assistendole nei loro primi tirocini in reparto. 
Dorothy iniziò, nei suoi giorni liberi, ad andare per le case di Walsall a visitare i suoi pazienti anche dopo le loro dimissioni dando consigli ai parenti sul modo migliore per accudirli. Aveva cura di controllare la situazione igienica delle case, cercando di seguire il più possibile gli insegnamenti della Nightingale, secondo cui il malato ha bisogno di un ambiente pulito, di aria fresca, di calore e di luce.
Nel 1891, dopo un solo anno dal suo trasferimento, divenne caposala; in questo periodo strinse amicizia con una sua collega cristiana cattolica, che le diede modo di conoscere il cattolicesimo e la chiesa di Roma.
Un'improvvisa malattia della madre la costrinse a passare un certo periodo di tempo a casa per accudirla, insieme al padre che manifestava un principio di depressione.
Appena la madre guarì, Dorothy iniziò a meditare la possibilità di avvicinarsi a casa, così poco tempo dopo iniziò a lavorare come caposala nell'ospedale pediatrico “Children's Hospital” di Brighton.
In questo periodo Dorothy iniziò a maturare la sua vocazione, comprendendo che non era il matrimonio, bensì una vita dedicata al servizio dei poveri e degli ammalati. Nel 1899 Dorothy, a causa di una malattia, sospese la sua attività lavorativa per sei mesi e fu costretta a trasferirsi temporaneamente in Italia.

### Nel Nursing Army in Africa
Al suo rientro in Inghilterra venne convocata a Londra per lavorare nel Nursing Army e nell'ottobre dello stesso anno venne scelta tra il personale da mandare in Sudafrica per assistere i soldati inglesi che restavano feriti negli scontri nelle colonie.
Dorothy divenne così la caposala di un ospedale da campo nel contado di Newcastle, nel KwaZulu-Natal.
Nel 1901 Dorothy si offrì per andare ad assistere i prigionieri di guerra feriti; in questo campo si ammalò gravemente di dissenteria epidemica e fu costretta a lasciare il posto di lavoro per ricoverarsi in un ospedale.
Una volta dimessa dall'ospedale Dorothy ebbe l'incarico di riaccompagnare i soldati feriti in patria e di tornare dunque in Inghilterra per ristabilirsi.
Dopo un breve soggiorno a Mayfield fu convocata per assistere i feriti durante il viaggio in nave dal Sudafrica all'Inghilterra.

### Nell'ospedale di Aldershot
Con il ritiro del Nursing Army dal Sudafrica, alle infermiere che in qualche modo si erano dimostrate particolarmente dedite al loro lavoro furono offerti ruoli di rilievo nel campo sanitario; a Dorothy venne dunque proposto il posto di matron nel "Military Isolation Hospital Gum Hill" di Aldershot nell'Hampshire. Dorothy riuscì a ottenere i fondi per ristrutturare gli edifici dell'ospedale dove alloggiava il personale, rendendoli più confortevoli e accoglienti. Nel suo nuovo ruolo di matron ebbe anche la possibilità di instaurare rapporti diretti con Florence Nightingale, che era ormai molto avanti negli anni. Nel giugno 1909 Dorothy lasciò Aldershot e, dopo un breve periodo a Mayfield, lasciò l'Inghilterra per trasferirsi in Italia.

### La nascita della Scuola Convitto Regina Elena
In Italia la rivoluzione infermieristica della Nightingale non era ancora stata applicata. Maria Guerrieri Gonzaga, moglie di Clemente Maraini voleva perciò introdurre queste nuove tecniche nell'assistenza ospedaliera italiana. La Guerrieri Gonzaga costituì dunque un Comitato per la fondazione di una Scuola Convitto per infermiere che corrispondesse agli standard inglesi e lo fece presiedere da Emily Pelham-Clinton, nipote del Duca di Newcastle, sposa del principe Alfonso Doria e madre di Filippo Andrea VI Doria Pamphili. Per realizzare questo progetto la Guerrieri Gonzaga e la Pelham-Clinton si rivolsero alla Regina Elena moglie di Vittorio Emanuele III di Savoia e alla Regina Madre Margherita ottenendo la loro approvazione ed il loro sostegno.
Nel marzo 1909 venne messo a disposizione del Comitato un terreno all'interno della recinzione del Policlinico Umberto I a Roma, così nel giugno dello stesso anno iniziarono i lavori di costruzione dell'edificio che avrebbe ospitato la scuola.
Per portare la scuola agli stessi standard delle scuole inglesi fu necessario rivolgersi all'Inghilterra per ottenere l'invio di una matron, di alcune caposale e di qualche infermiera, che avrebbero composto il corpo docente della scuola finché le allieve non avessero raggiunto un livello di preparazione sufficiente a ricoprirne esse stesse i ruoli.
La matron che venne inviata dall'Inghilterra fu Dorothy Snell, che ebbe così l'incarico di dar vita a questa nuova scuola. Il 28 febbraio 1910 Dorothy Snell prese alloggio nell'edificio della nuova scuola per preparare l'ambiente all'apertura.

### Nella Scuola Convitto Regina Elena
Il 30 aprile 1910 venne inaugurata la scuola; nello stesso giorno Dorothy ricevette la notizia della morte della sorella minore, Margherita, che aveva contratto da qualche tempo la tubercolosi. Nello stesso anno, il 13 agosto, morì Florence Nightingale. In questo periodo Dorothy iniziò a frequentare la Chiesa Cattolica.
Fin dall'aprile 1910 la scuola, con 13 infermiere inglesi e 12 allieve italiane, assunse il compito di assistere i malati del padiglione I del Policlinico Umberto I e delle sale operatorie e post-operatorie del padiglione del prof. Raffaele Bastianelli.
I criteri di ammissione alla scuola erano molto rigidi, Dorothy selezionava personalmente le allieve, accettando solo ragazze motivate, con il potenziale per diventare infermiere perfette.
Nel dicembre 1910, con 18 infermiere inglesi e 28 allieve italiane, la scuola assunse il controllo anche del padiglione IX del prof. Giuseppe Bastianelli. Nel 1912 la scuola contava ormai 70 infermiere, 55 delle quali erano italiane, e prese sotto la propria assistenza anche altri padiglioni del Policlinico.
Dorothy puntava a raggiungere la perfezione in tutti i campi perciò all'inizio trovò la resistenza del personale che lavorava al Policlinico da prima del suo arrivo, che si vide rimproverare per la mancanza di igiene e per la scarsa qualità del lavoro svolto fino a quel momento.
Il 31 marzo 1913, in una sala del Quirinale, alla presenza del Re, la Regina consegnò il diploma alle prime 17 studentesse, ormai neo-infermiere ed una medaglia-distintivo a Dorothy ed alle sue infermiere. Alcune delle diplomate chiesero di poter restare nella scuola ed iniziarono a sostituire le infermiere inglesi.
Nel febbraio 1914 Dorothy Snell mandò alcune delle sue infermiere ad aprire una filiale della scuola a Firenze.

### La Prima Guerra Mondiale
Il 25 maggio 1915 il Ministro della guerra chiese alla scuola di tenersi pronta per assistere i soldati feriti e gli affidò la gestione dell'ospedale militare di Verona, che contava 250 posti letto.
Dorothy partì subito con alcune infermiere per un sopralluogo durante il quale rimisero in attività l'ospedale ed il 28 maggio, tornata a Roma, presentò alla Regina un gruppo di caposala, infermiere e qualche allieva particolarmente brillante che ricevettero una medaglia prima della partenza, avvenuta il giorno dopo, al seguito del prof. Raffaele Bastianelli.
Anche la sede di Roma si preparò a ricevere i feriti di guerra trasportati dal fronte. Nel luglio 1917 alla scuola fu affidato anche l'ospedale contumaciale di Udine.
Durante la guerra il padre si ammalò gravemente e morì prima che Dorothy riuscisse a raggiungerlo a Mayfield; dopo qualche mese avvenne lo stesso con la madre, che morì mentre Dorothy era in Italia. Questi lutti portarono Dorothy a rivolgersi ad un sacerdote cattolico per prepararsi al passaggio dall'anglicanesimo al cattolicesimo.
Il 6 giugno 1917 Dorothy fece l'abiura, ricevette il battesimo e qualche giorno dopo la cresima, chiedendo a Emily Pelham-Clinton di farle da madrina.
Nell'ottobre 1917, con la disfatta di Caporetto fu ordinata l'evacuazione dell'ospedale di Udine così, dopo aver trasferito i pazienti in condizioni stabili, le infermiere della scuola lasciarono l'ospedale. Dorothy, non appena ebbe la notizia, partì con alcune infermiere per raggiungere i pazienti non trasportabili e, nonostante i continui ordini di tornare a Roma, raggiunse il fronte portando dei rifornimenti e assistenza ai malati.

### Il Dopoguerra

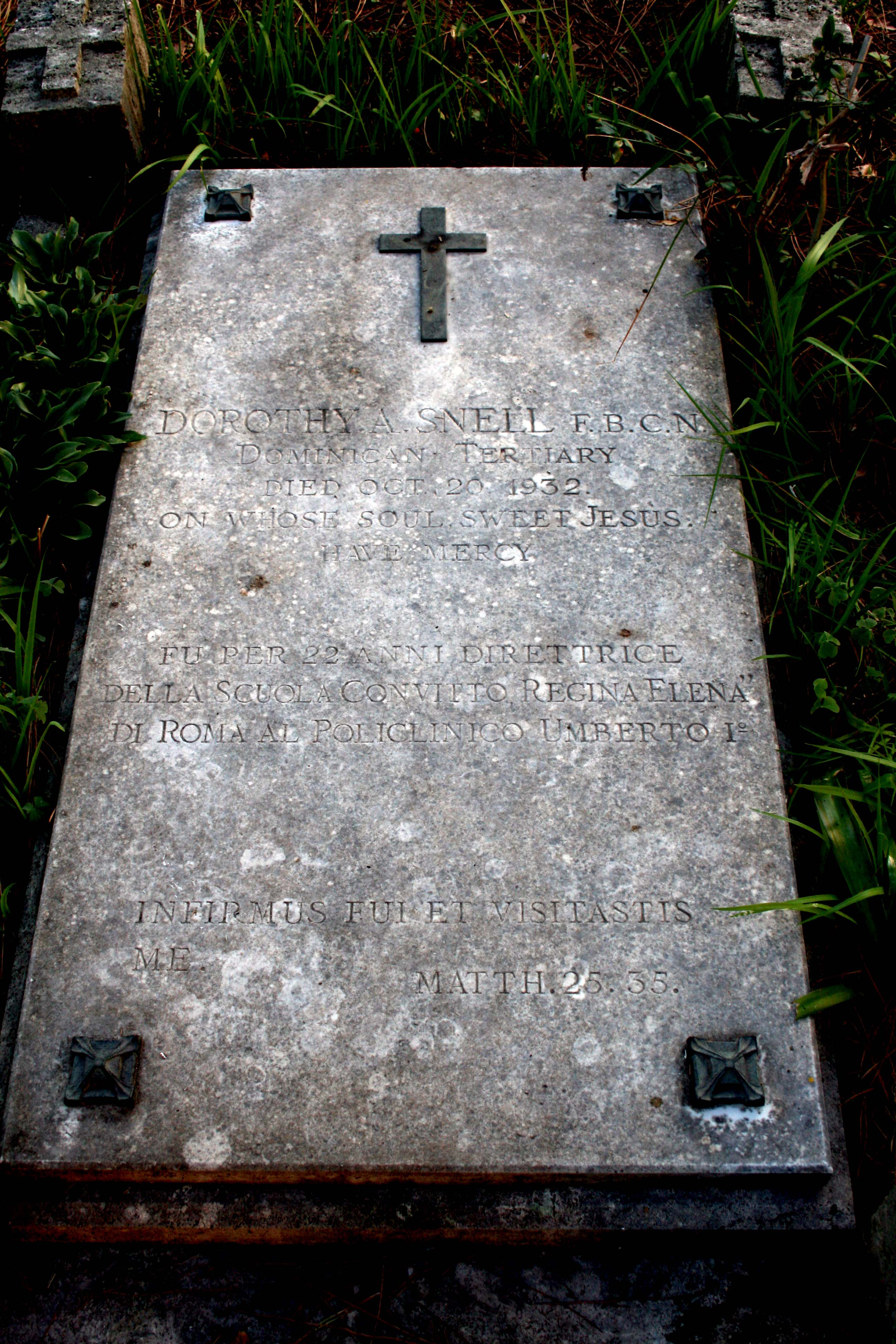
Tomba di Dorothy Snell nel cimitero monumentale del Campo Verano a Roma

Dopo la sua conversione al cattolicesimo, Dorothy maturò il desiderio di diventare terziaria in un ordine e decise di entrare nell'ordine domenicano.
Nel 1919 il Ministero dell'interno avviò un'indagine sullo stato dell'assistenza ospedaliera in Italia, mettendo in risalto il grande valore della Scuola Convitto Regina Elena. Il 26 dicembre 1921 una lettera del Ministero degli Interni alla presidenza della Scuola comunicò il conferimento della medaglia d'oro al valore a Dorothy Snell e una d'argento alle infermiere e allieve che avevano prestato servizio in zona di guerra.
Tra il 1910 e il 1925 numerosi consigli di amministrazione di ospedali di varie città si rivolsero alla Scuola Convitto per ottenere personale e assistenza nell'apertura di nuove scuole per infermiere.

### Gli ultimi anni
Nel novembre 1931 Dorothy si ammalò e le venne diagnosticato un cancro all'esofago, sebbene dopo un primo trattamento con radioterapia le sue condizioni sembrarono migliorare, ben presto il cancro ritornò in forma più aggressiva e, dopo essere stata costretta a letto, il 20 ottobre 1932 verso le 10.45 Dorothy Snell morì.